# Ҭ
La Ҭ, minuscolo ҭ, è una lettera dell'alfabeto cirillico. Viene usata oggi nella versione del cirillico per la lingua abcasa, dove rappresenta la consonante /tʰ/. È stata costruita sulla base della lettera cirillica Т.
Può essere traslitterata in alfabeto latino usando le lettere t, ṭ, t' o ţ, o, nella variante georgiana, usando ტ.